# Ротенбург (район)
Район Ротенбург (Вюмме) (нім. Landkreis Rotenburg (Wümme)) — району Німеччині. Центр району — місто Ротенбург. Район входить до землі Нижня Саксонія.
Площа — 2 070,02 км². Населення — 165 001 осіб (станом на 31 грудня 2021). Густота населення — 79,6 осіб/км².
Офіційний код району — 03 3 57.

## Адміністративний поділ
Район поділяється на 57 громад.

## Міста та громади
1. Бремерферде (19 169)
2. Гнарренбург (9 567)
3. Ротенбург (22 111)
4. Фіссельгефеде (10 659)
5. Шессель (12 935)

Об'єднання громад Ботель
1. Ботель (2 460)
2. Броккель (1 377)
3. Вестервальзеде (775)
4. Гемсбюнде (1 238)
5. Гемслінген (1 589)
6. Кірхвальзеде (1 295)

Об'єднання громад Фінтель
1. Гельфезік (850)
2. Лауенбрюк (2 143)
3. Фальде (732)
4. Фінтель (2 961)
5. Штеммен (928)

Об'єднання громад Гестеквелле
1. Альфштедт (839)
2. Басдаль (1 493)
3. Гіпштедт (1 323)
4. Еберсдорф (1 131)
5. Ерель (1 877)

Об'єднання громад Зельзінген
1. Андерлінген (941)
2. Дайнштедт (699)
3. Зандбостель (816)
4. Зедорф (603)
5. Зельзінген (3 361)
6. Остерайштедт (985)
7. Раде (1 125)
8. Фарфен (733)

Об'єднання громад Зіттензен
1. Вонсте (794)
2. Гамерзен (482)
3. Грос-Меккельзен (490)
4. Зіттензен (5 586)
5. Кальбе (565)
6. Кляйн-Меккельзен (908)
7. Ленгенбостель (464)
8. Тісте (876)
9. Фірден (820)

Об'єднання громад Зотрум
1. Агаузен (1 824)
2. Бетерзен (1 083)
3. Гассендорф (1 141)
4. Гельвеге (1 097)
5. Горштедт (1 384)
6. Зоттрум (5 999)
7. Рессум (1 769)

Об'єднання громад Тармштедт
1. Бреддорф (1 192)
2. Бюльштедт (713)
3. Вестертімке (637)
4. Вільштедт (1 721)
5. Гепштедт (1 033)
6. Кірхтімке (985)
7. Тармштедт (3 611)
8. Форверк (1 096)

Об'єднання громад Цефен
1. Геслінген (4 876)
2. Гигум (2 411)
3. Ельсдорф (2 099)
4. Цефен (12 631)